# Holger Sebbelov
Holger Sebbelow (skrev sig Sebbelov) (26. februar 1866 på Saltø – 1. februar 1950 i Gentofte) var en dansk fabrikant.

## Karriere
Han var søn af godsforvalter Ferdinand Nicolai Sebbelov (1833-1900) og hustru Golla Emilie Wilhelmine Bodenhoff (1838-1876), kom i lære bos firmaet Carl Flensburg & Sebbelov 1880, blev prokurist 1892 og medindehaver af firmaet fra 1897.
I sin ungdom var Sebbelov politisk tilknyttet Højre og var medstifter af Det unge Højre 1890, men nærmede sig qua sine liberalistiske synspunkter i sine senere år Venstre.
Sebbelov blev Ridder af Dannebrog 1920 og Dannebrogsmand 1941, var medlem af Tekstilfabrikantforeningens bestyrelse 1910-27, formand 1918-27, medlem af Industrirådet 1916-25, af Industrirådets stående udvalg 1918-25, af Industriforeningens repræsentantskab 1917-25, af Industrifagenes Forretningsudvalg 1915-27, af bestyrelsen for Fællesrepræsentationen for dansk Industri og Haandværk 1919-25, af Arbejdsgiverforeningens hovedbestyrelse 1920-27, af Erhvervenes rådgivende udvalg 1917-19, af bestyrelsen for Teknologisk Institut 1919-25, af Toldrådet 1924-25 og af Erhvervsministeriets Industriudvalg 1924-26, formand for Den Danske Væveskole 1919-43, formand for Tekstilindustriens Ulykkesforsikring 1924-45, Tekstilfabrikantforeningens repræsentant i International Federation of Master Cotton Spinners' & Manufacturer's Associations, tillige medlem af dennes bestyrelse 1925-33. Han blev æresmedlem af Tekstilfabrikantforeningen 1927 og af Den Danske Væveskoles Elevforening 1943.

## Sejlsportsmand
Han var også sejlsportsmand og formand for Roklubben Skjold 1894-1902, medlem af denne forenings byggeudvalg fra 1906, dets formand fra 1931, medlem af Københavns Idrætsparks repræsentantskab 1914-20 og af Dansk Idrætsforbunds Amatør- og Ordensudvalg 1899-1927, formand for Dansk Forening for Rosport 1898-99, æresmedlem af Roklubben Skjold 1936 og af Dansk Forening for Rosport 1936. Han modtog Dansk Idrætsforbunds Ærestegn i guld, Dansk Forening for Rosports Ærestegn i guld, Norges Roforbunds Guldmedalje, Svenska Roddforbundets Ærestegn i guld og Nordisk Roforbunds Plakette i sølv.
Han var ugift og er begravet på Karrebæk Kirkegård.